# Promession
Frystorkning, även kallat promering och promession (löfte), är en teori rörande ett tillvägagångssätt som ej bevisats fungera, tänkt att användas inför begravningar, som alternativ till kremering och traditionell kistbegravning. Teorin har också kallats ekologisk begravning och har tidvis fått stor uppmärksamhet i media både i Sverige och internationellt.
Idén bygger på en kombination av tekniker som sägs förbereda kroppen för en naturlig förmultning. För att en promering skulle kunna genomföras, skulle kroppen bevaras i sin organiska form efter döden. Liket skulle inte heller behöva balsameras. Därefter ska kroppen rensas från vatten, som hos en normalbyggd människa är 70%. Processen anges ske i en sluten och individuell process där kroppen ska frysas ner till 18 minusgrader, varefter den ska sänkas ner i flytande kväve. Kroppen påstås då bli mycket skör, och biologen bakom teorin framhåller att bara en lätt vibration ska kunna förvandla kroppen till ett organiskt pulver. Restprodukten föreslås sedan föras in i en vakuumkammare där eventuellt vatten avångas. Därefter ska resterna föras genom en metallavskiljare där möjliga kroppsreservdelar (pacemaker med mera) och kvicksilver ska separeras bort. 
Slutprodukten föreslås läggas i en kista av majsstärkelse. Det organiska och luktfria pulvret skulle då inte påverkas, då det förvarades torrt. Gravsättningen sägs kunna ske ytligt i jord som på 6-12 månader skulle omvandla kistan och dess innehåll till mull. I samband med gravsättningen skulle den avlidnes eller de anhörigas önskan om en buske eller ett träd kunna planteras tillsammans med kistan.

## Kritik
Det är omdiskuterat och ifrågasatt om promession är genomförbart är och hittills har ingen anläggning för promession byggts eller tagits i bruk. Det är inte bevisat att metoden fungerar i praktiken, tvärtom menar kritiker att det är en fysikalisk omöjlighet att finfördela en frystorkad människokropp på detta sätt.

Att bygga en anläggning av denna dignitet kräver stora ekonomiska resurser. För att kroppen skall kunna sönderdelas måste vattnet som finns i kroppen först avlägsnas (se Amorphous ice) så att man får en porösare substans som har möjlighet att finfördelas vid skakningen.